# Weitensfeld im Gurktal
Weitensfeld im Gurktal est une commune autrichienne du district de Sankt Veit an der Glan en Carinthie.

## Géographie

### Localités
| - Ading - Aich - Altenmarkt - Bach - Braunsberg - Brunn - Dalling - Dielach - Dolz - Edling - Engelsdorf - Grabenig - Grua | - Hafendorf - Hardernitzen - Hundsdorf - Kaindorf - Kleinglödnitz - Kötschendorf - Kraßnitz - Lind - Massanig - Mödring - Mödritsch - Nassing - Niederwurz | - Oberort - Planitz - Psein - Reinsberg - Sadin - Sankt Andrä - Steindorf - Traming - Tschriet - Weitensfeld - Wullroß - Wurz - Zammelsberg - Zauchwinkel - Zweinitz |

## Histoire
Pendant longtemps, la vallée de Gurk a été recouverte de forêts denses et inhabitée. Ce n’est que lorsque le pays a été occupé par les Romains et qu’ils ont construit une route de liaison à travers la vallée de Gurk à Salzbourg, que les premières colonies ont vu le jour, de sorte que la station de poste Beliandruma également été construite à Altenmarkt. Au plus tard au IXe siècle, les zones périphériques des montagnes de Wimitz et du Mödringberg ont également été colonisées.
Entre 1050 et 1065, l’immigration de Bavière a conduit à une colonie sur le Zammelsberg (Zumoltiperg). Le village de Weitensfeld a eu sa première mention documentaire en 1131.
En 1476 et 1478, il y a eu des destructions lors des invasions turques. Au cours de l’été 1478, Weitensfeld, comme beaucoup d’autres endroits, a été pillée et incendiée. Le 17 avril 1814, un incendie majeur détruit 45 maisons, y compris des bâtiments agricoles. Les dégâts ont été estimés à 185 432 florins. La cause de l’incendie était des étincelles volantes à travers un feu de joie lors d’une célébration à l’occasion de la défaite de Napoléon Bonaparte à la bataille de Leipzig. 
Après la formation de la communauté locale en 1850, Weitensfeld a été rejoint en 1871 par les communautés cadastrales de Thurnhof et Zweinitz. À partir de 1973, Weitensfeld est devenue une partie de la grande municipalité de Weitensfeld-Flattnitzdans le cadre de la réforme municipale de Carinthie. Après un référendum, les communes de German-Griffen, Glödnitz et Weitensfeld sont redevenues indépendantes en 1991, une partie de Flattnitz est d’abord restée à Weitensfeld, mais a été séparée à compter du 1er janvier 1994 et annexée à la commune de Glödnitz. Depuis lors, la zone municipale existe à l’intérieur de ses frontières actuelles, depuis le  1er janvier 1995, la municipalité s’appelle Weitensfeld im Gurktal.
Les inondations sur le Gurk se produisent encore et encore. À l’automne 2019, le Gurk près de Kleinglödnitz a creusé plus de 300 mètres d’un nouveau lit de ruisseau d’environ deux mètres de profondeur et 40 mètres de large. 

## Démographie
Selon le recensement de 2001, Weitensfeld compte 2 474 habitants, dont 97,8 % ont la nationalité autrichienne. 91,0% de la population professe l’Église catholique et 3,6% l’Église protestante, 2,7% des habitants sont sans confession religieuse.
Déjà depuis 1981, il y a eu une forte émigration de la communauté, depuis 2001, le taux de natalité a également été négatif. 

## Lieux importants
- Église paroissiale Saint-Jean Ev. à Weitensfeld: Mentionné pour la première fois dans un document en 1285, ancienne église fortifiée en eau avec tour défensive ronde du début du XVIe siècle
- Église ramifiée de Sainte-Madeleine à Weitensfeld: De cette église provient la plus ancienne peinture sur verre conservée en Autriche, le disque roman de Madeleine, créé vers 1170 (dans l’église il y a une réplique, l’original dans le musée diocésain de Klagenfurt)
- Église fortifiée d’Altenmarkt
- Église fortifiée de Zweinitz
- Église fortifiée de Zammelsberg
- Schloss Thurnhof à Zweinitz
- Musée des douanes

## Jumelage
Ragogna, Italie (depuis 2003)